# Lev Pisarjevski
Lev Pisarjevski (în rusă Лев Писаржевский; n. 1/13 februarie 1874, Chișinău, Imperiul Rus – d. 23 martie 1938, Dnipropetrovsk, RSS Ucraineană, URSS) a fost un chimist și profesor sovietic, membru al Academiei de Științe a URSS.

## Biografie
S-a născut în capitala guberniei Basarabia, Chișinău în 1874. A absolvit Universitatea Imperială Novorossia în 1896, ulterior a continuat și catedra acolo. În 1898 a fost numit asistent de laborator. Un an mai târziu i-a fost permisă citirea lecțiilor. În 1900 a fost trimis în străinătate, unde a lucrat la Institutul fizico-chimic din cadrul Universității din Leipzig. În același an a devenit laureat al marelui premiu Lomonosov. În 1902 la Odesa și-a susținut teza „Peroxizi și peracizi”. Din ianuarie 1903 a predat la Universitatea Novorossia. În 1904 a devenit profesor de chimie la Universitatea din Iuriev. Din 1908 a lucrat ca profesor la Institutul Politehnic din Kiev. În 1911 și-a părăsit postul pentru a protesta împotriva politicii ministrului educației publice, Lev Kasso.
În anii 1911–1913 a predat la Institutul Psihoneurologic din Sankt Petersburg, iar după 1913 a lucrat ca profesor la Institutul și Universitatea Minieră din Ekaterinoslav. În 1924–1926, a fost rector al Institutului minier din Dnepropetrovsk.
Din 1927, a fost director al Institutului ucrainean de chimie fizică, creat din inițiativa sa (în prezent Інститут фізичної хімії імені Л. В. Писаржевського – Institutul „L.V. Pisarjevski” de chimie fizică).
La 14 ianuarie 1928, a fost ales membru corespondent al Academiei de Științe a URSS în departamentul științe fizice și matematice (departamentul de fizică).
În anii 1929–1934 a lucrat la Institutul Politehnic din Tbilisi. În 1935 a condus filiala georgiană a Academiei de Științe a URSS; aici Pisarjevski a obținut și a studiat o serie de noi compuși peroxidici (împreună cu Petr Melikișvili).
Conform  in anul 1930 a devenit membru de partid.
La 1 februarie 1930, Pisarjevski a devenit academician al Academiei de Științe a URSS în departamentul de științe fizice și matematice.
O biografie a academicianului Pusarjevskii a fost elaborată în